# Doddadasenahalli, Sidlaghatta
Doddadasenahalli là một làng thuộc tehsil Sidlaghatta, huyện Kolar, bang Karnataka, Ấn Độ.